# Villa Engel
Die Villa Engel liegt in der Dr.-Schmincke-Allee 1a im Stadtteil Serkowitz der Stadt Radebeul in Sachsen.

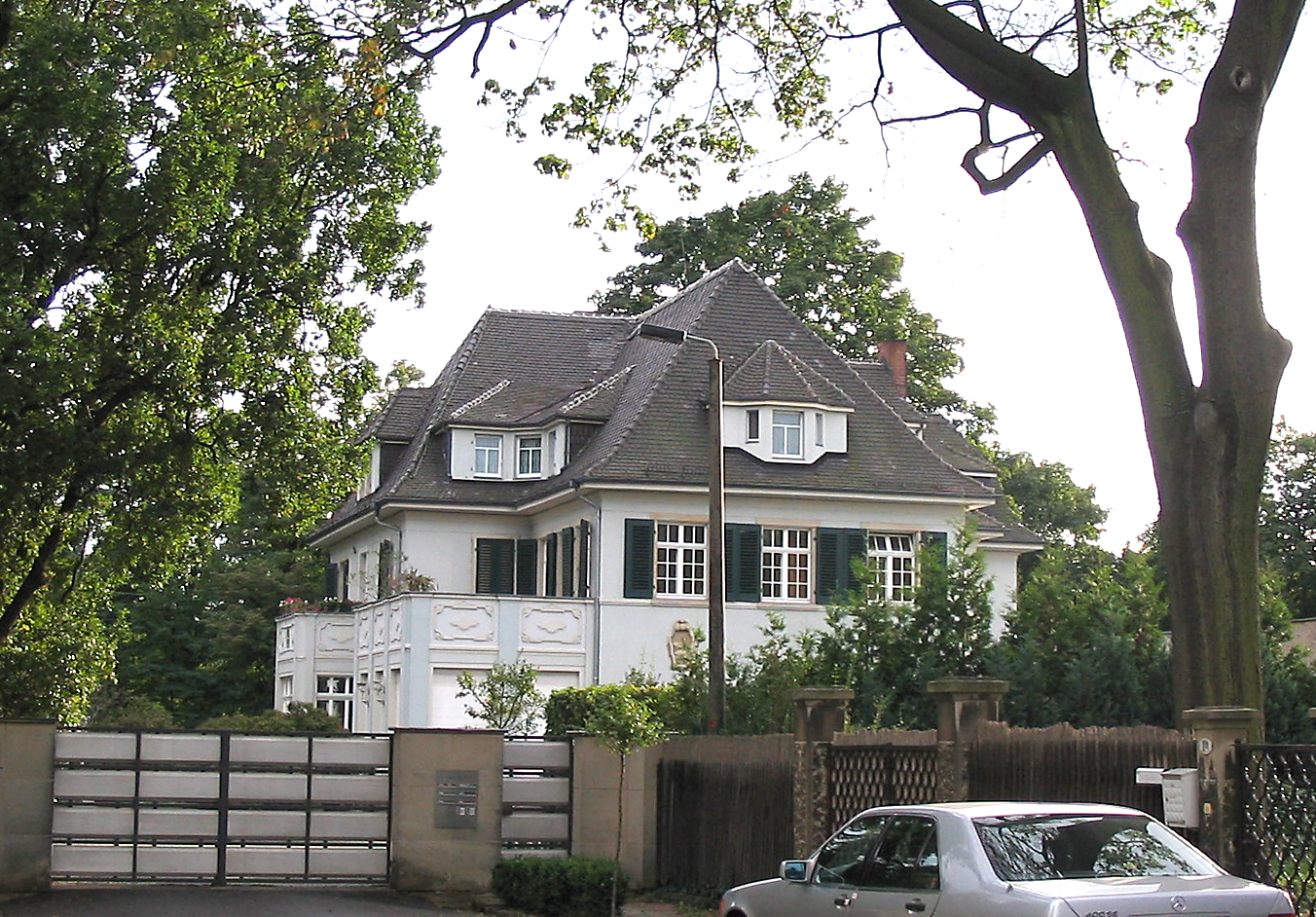
Villa Engel

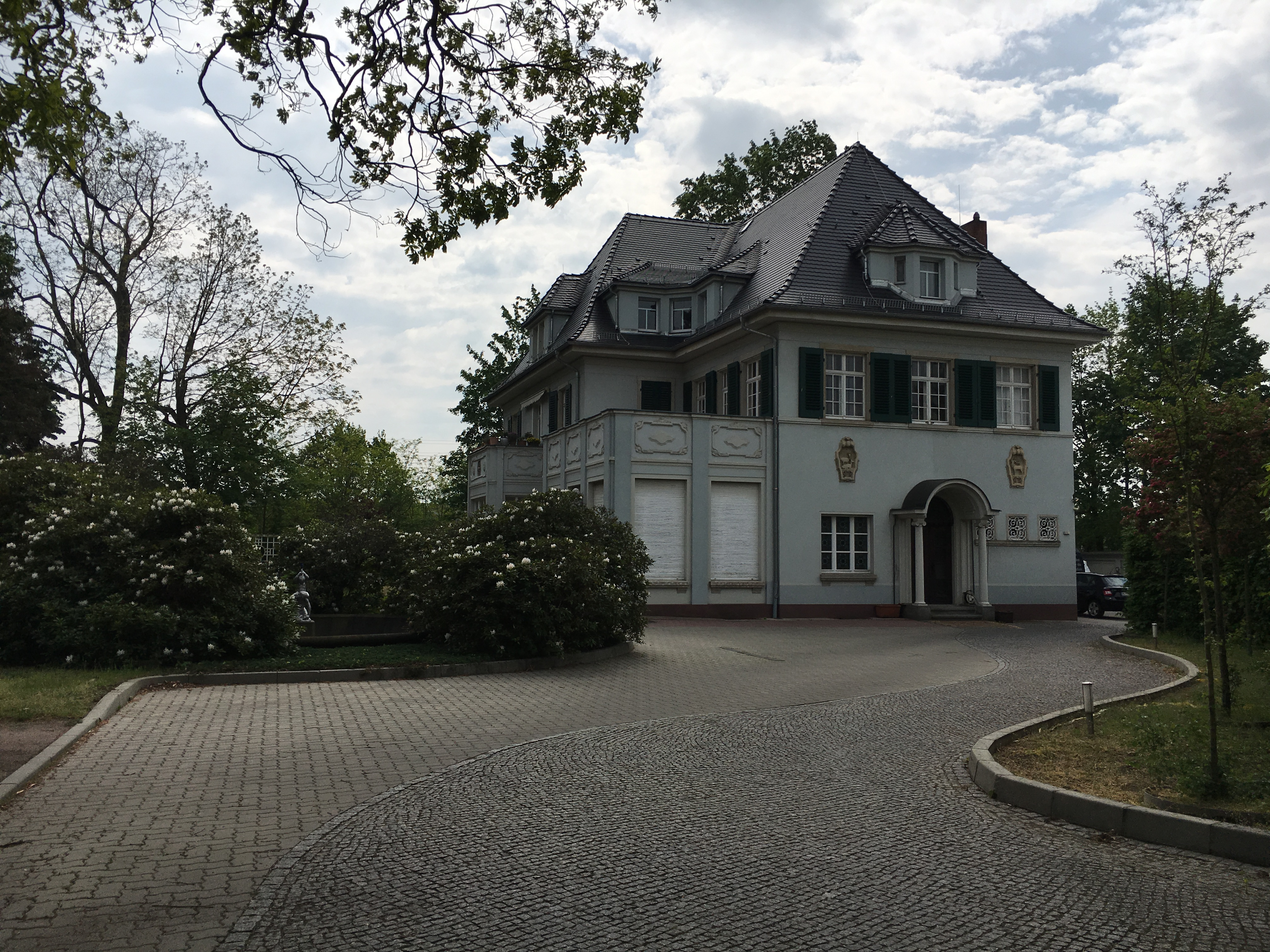
Einfahrt mit Gartenbrunnen

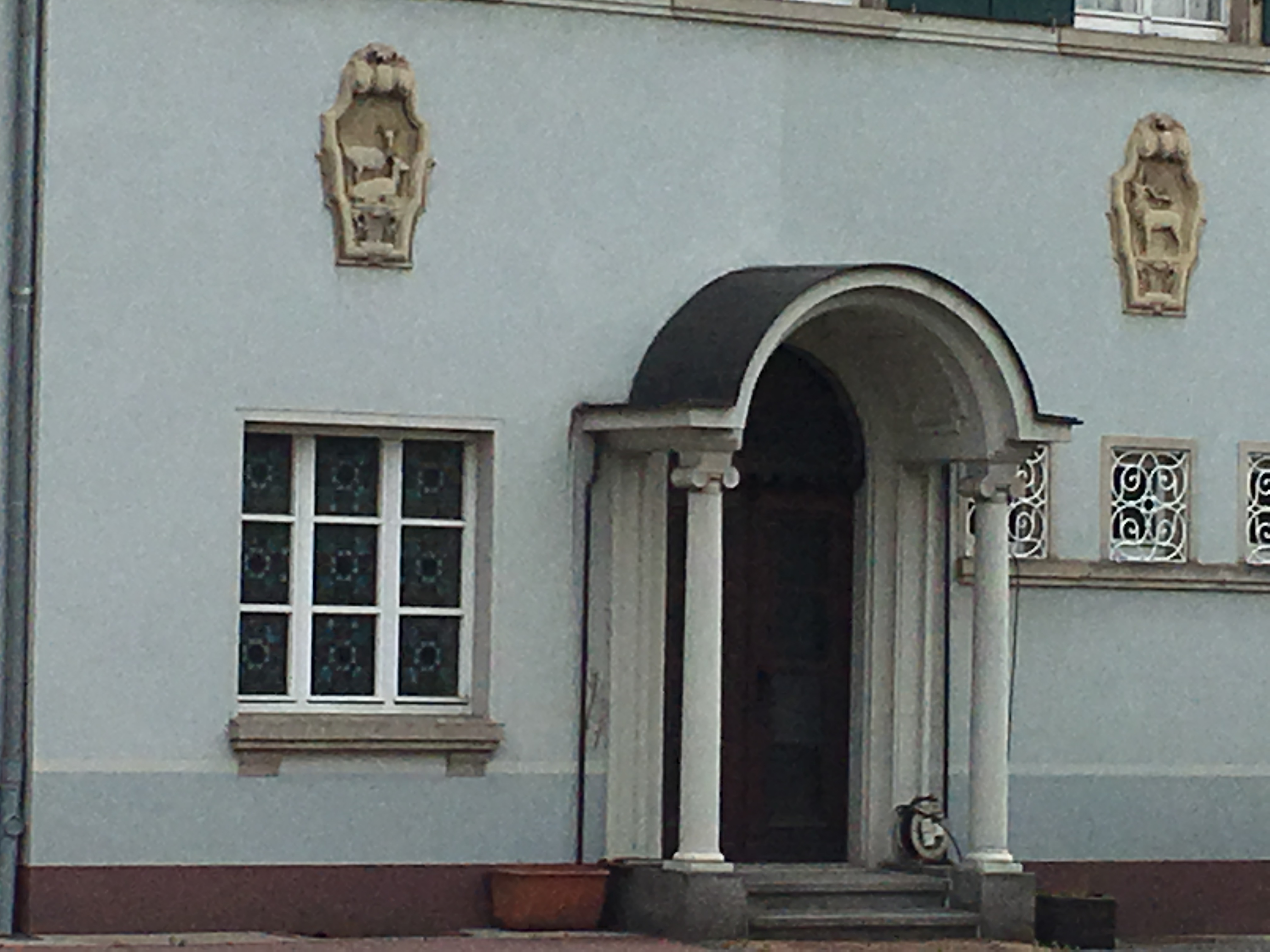
Eingang mit Bauornamentik

## Beschreibung
Der Kern der Villa Engel ist ein 1879 durch die Gebrüder Ziller entworfenes größeres Landhaus ursprünglich im Schweizerstil. Das zweigeschossige, geputzte Gebäude mit Bauornamenten im neobarocken Stil hat einen L-förmigen Grundriss sowie ein Walmdach mit unterschiedlich ausgebildeten Aufbauten.
Zur Hofseite finden sich zwei erdgeschosshohe Söller, zur Gartenseite ein kleiner Standerker. Das Portal ist rundbogig und hat ein von ionischen Säulen getragenes, halbrundes Vordach.

## Geschichte
Das unter Denkmalschutz stehende Gebäude wurde 1879 /1880 nach Plänen der Gebrüder Ziller durch die Baufirma F. W. Eisold errichtet und 1882 durch den Statistiker und Sozialökonomen Ernst Engel (1821–1896) bezogen, der ihr seinen Namen gab. 1897 waren dort Engels Erben gemeldet.
Das Wohnhaus wurde 1916 für den Dresdner Fabrikbesitzer Rudolf Müller im Reformstil umgestaltet und erweitert.
Im Jahr 1931 war dort der Baumeister Georg Adam gemeldet.